# James Leo Herlihy
James Leo Herlihy (Detroit, 27 febbraio 1927 – Los Angeles, 21 ottobre 1993) è stato uno scrittore, drammaturgo e attore statunitense.

## Biografia
Jame Leo Herlihy nasce a Detroit, Michigan, il 27 febbraio 1927 e trascorre la sua giovinezza tra New York, Los Angeles e l'isola Key West. 
Dopo gli studi al Black Mountain College nella Carolina del Nord e al Pasadena Playhouse College, inizia la sua carriera nel mondo del teatro recitando e scrivendo commedie.
In seguito comincia a scrivere racconti per quotidiani e riviste come il Paris Review prima di ottenere notorietà con 3 romanzi due dei quali trasposti in pellicole di successo: E il vento disperse la nebbia nel 1962 e Un uomo da marciapiede, vincitore di 3 premi Oscar nel 1969.
Protagonisti dei suoi romanzi, racconti e testi teatrali sono emarginati disillusi (l'ingenuo gigolo texano Joe Buck di Un uomo da marciapiede), reietti della società (il senzatetto Ratso Rizzo dello stesso romanzo), adolescenti problematici (i giovani amanti dell'opera Blue Denim) e vagabondi disadattati (il violento Berry-Berry protagonista di E il vento disperse la nebbia e Gloria Glyczwych, la ragazza fuggita di casa in The Season of the Witch).
Si toglie la vita il 21 ottobre 1993 a 66 anni nella sua casa di Los Angeles con un'overdose di pillole per dormire.

## Opere

### Romanzi
- All fall down (1960)
  - E il vento disperse la nebbia, Milano, Rizzoli, 1962 traduzione di Bruno Oddera
  - E il vento disperse la nebbia, Milano, Centauria, 2018 traduzione di Fabio Cremonesi ISBN 978-88-6921-277-2.
- Midnight cowboy (1965)
  - Cowboy di mezzanotte, Milano, Rizzoli, 1966 traduzione di Francesco Saba Sardi
  - Un uomo da marciapiede, Milano, Beat, 2013 traduzione di Andreina Lombardi Bom ISBN 978-88-6559-135-2.
- The Season of the Witch (1971)
  - La stagione della strega, Milano, Centauria, 2019 traduzione di Fabio Cremonesi ISBN 978-88-6921-401-1.

### Racconti
- The Sleep of Baby Filbertson and Other Stories (1958)
- A Story That Ends with a Scream and Eight Others (1967)

### Teatro
- Streetlight Sonata (1950)
- Moon in Capricorn (1953)
- Blue Denim (1958)
- Crazy October (1959)
- Stop, You’re Killing Me: Three Short Plays (1969)

## Filmografia parziale
- Blue Denim (1959) regia di Philip Dunne (soggetto)
- E il vento disperse la nebbia (1962) regia di John Frankenheimer (soggetto)
- Un uomo da marciapiede (1969) regia di John Schlesinger (soggetto)
- Gli amici di Georgia (1981) regia di Arthur Penn (attore)